# Kiekrz (Poznań)

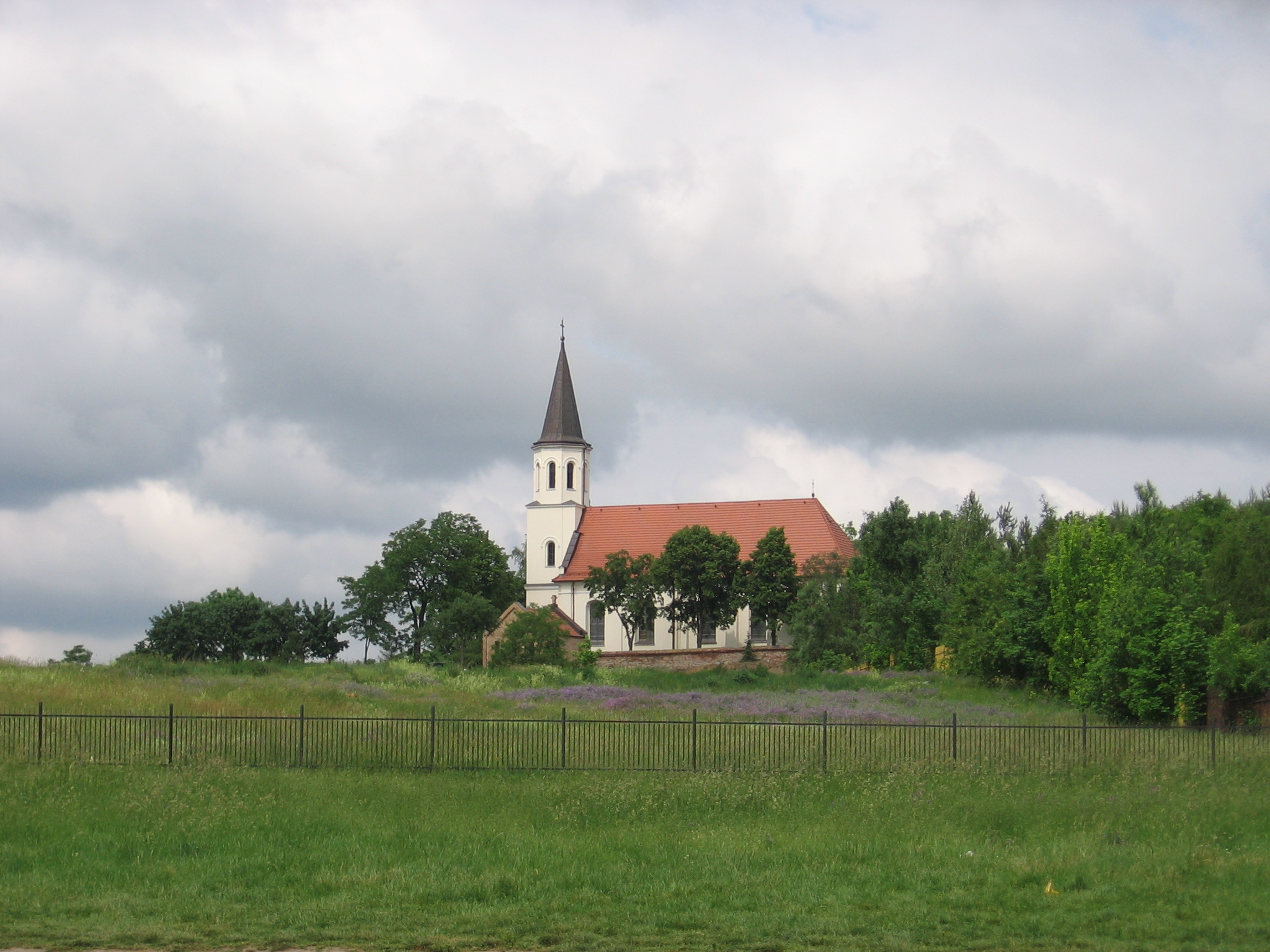
Kościół parafialny pod wezwaniem św. Michała Archanioła i Wniebowzięcia Najświętszej Maryi Panny w Kiekrzu (widok od strony Jeziora Kierskiego)

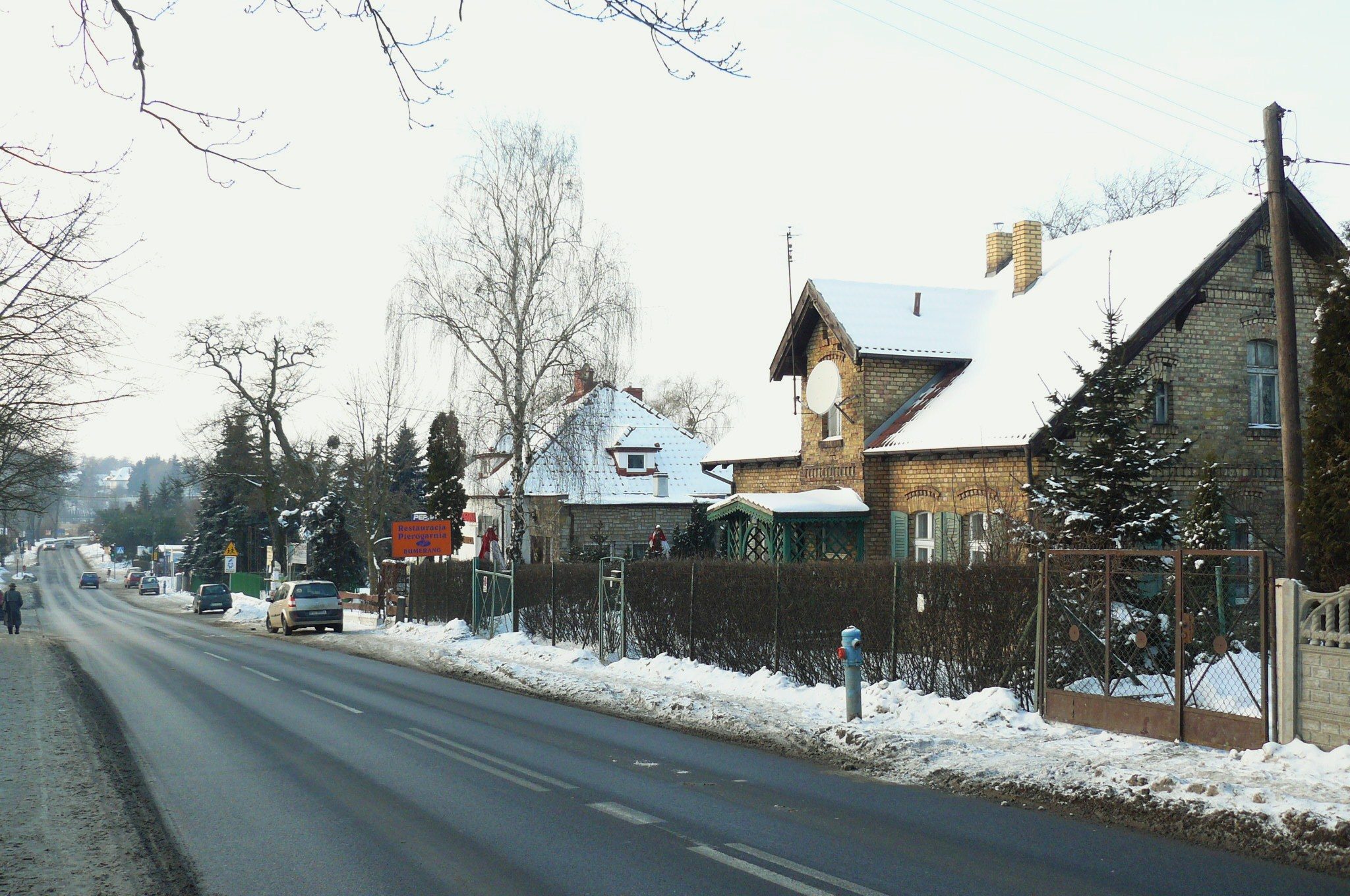
Główna ulica Kiekrza - Chojnicka

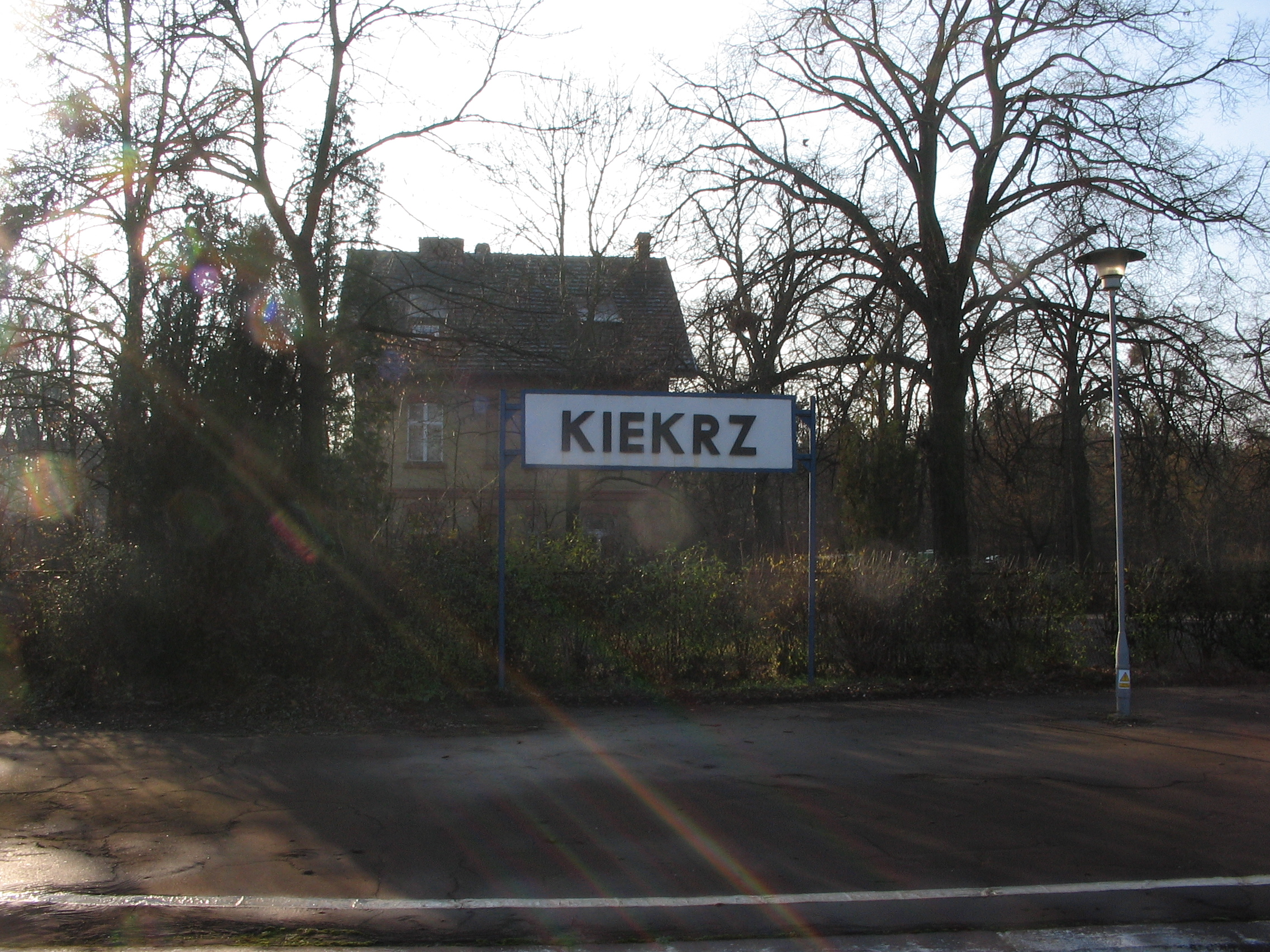
Kiekrz peron-tablica

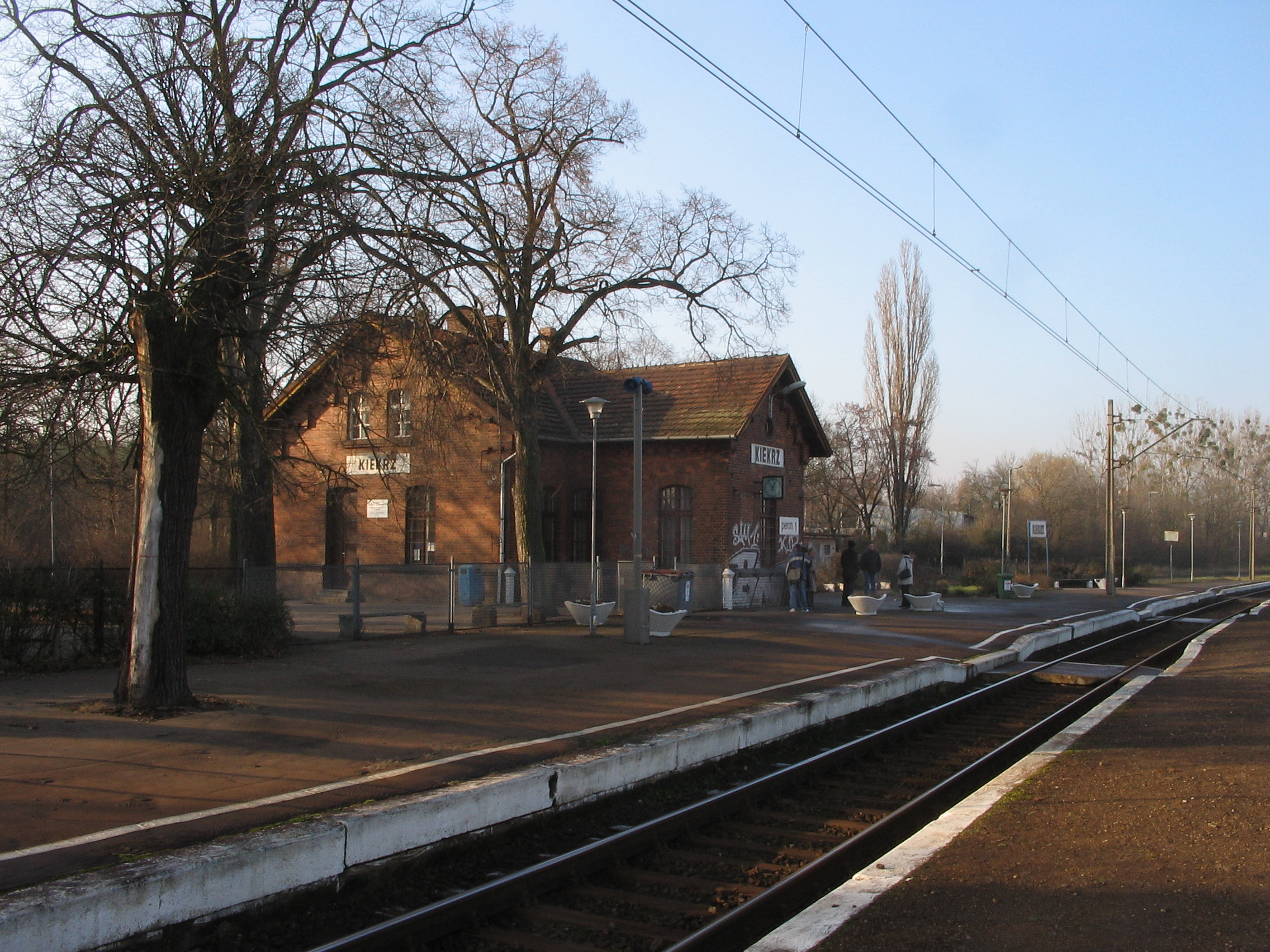
Stacja kolejowa Kiekrz

Kiekrz – osiedle administracyjne Poznania, na północno-zachodnim krańcu miasta. Położone nad Jeziorem Kierskim, posiada kilka ośrodków wypoczynkowych i żeglarskich. Zabudowa przeważnie jest jednorodzinna.

## Historia Kiekrza, dworku kierskiego i parku
Kiekrz to miejscowość położona 12 km od Poznania w kierunku północno-zachodnim. Obecnie pod względem administracyjny Kiekrz podzielony jest na dwie części. Część „wiejska” – osiedle Chwaliszewo, ulica Kierska i wszystkie uliczki do niej przylegające wraz z wsią Pawłowice tworzą sołectwo należące do Gminy Rokietnica, powiatu poznańskiego. Druga część „miejska” podlega Delegaturze Poznań-Jeżyce.
Kiekrz i najbliższe okolice położone są wokół trzech jezior: Wielkiego Jeziora Kierskiego, Małego Jeziora Kierskiego oraz Jeziora Strzeszyńskiego. Doliny tych jezior zostały ukształtowane przez topniejący lodowiec dziesiątki tysięcy lat temu.
Duże Jezioro Kierskie jest obecnie największym jeziorem w granicach Poznania. Stanowi bardzo ważny akwen dla uprawiania sportów wodnych, głównie żeglarstwa a w sezonie zimowym dominującym sportem są bojery.
Klimat okolicy jest łagodny, wiatry wieją przeważnie z kierunku zachodniego.
Człowiek pojawił się wokół kierskich jezior prawdopodobnie ok. 8 tys. lat temu. Początki miejscowości nie są znane. Nazwę miejscowości ornitolodzy wyprowadzają od głosów miejscowych ptaków wodnych (zgłoski kecz, ker, kek, kersz itp.). Możliwe, że na przełomie XII i XIII wieku książęta wielkopolscy nadali Kiekrz rycerskiej rodzinie Nałęczów. Po raz pierwszy nazwę miejscowości zapisano w 1386 roku, wówczas nazywała się Kerz. Dopiero w 1524 roku Kiekrzowi nadano dzisiejszą nazwę.
Początkowo w Kiekrzu mieszkały rodziny Nałęczów, Łodziów oraz Lubów. Od XV w. pozostali w nim już tylko Lubowie, którzy z biegiem czasu od nazwy miejscowości przyjęli nazwisko Kierskich. Kierscy posiadali w 1524 roku dwór i folwark. Do ich włości należały pola uprawne, las, jezioro oraz rzeczka zwana wówczas Brodem. W 1523 roku Jan Kierski zapisał swojej żonie połowę wsi z dworem, folwarkiem, domem i częścią jeziora (prawdopodobnie Wielkiego Jeziora Kierskiego).
Wieś szlachecka położona była w 1580 roku w powiecie poznańskim województwa poznańskiego.
Obecnie po dworze kierskim okresów przedrozbiorowych pozostała tylko oficyna z XVIII w. Przebudowywana w I połowie XIX w. oraz w latach 70. XX w. Jest to budynek murowany, parterowy, częściowo podpiwniczony, z poddaszem użytkowym o kopertowym, stromym dachu z lukarnami. Początkowo oficyna ta była pokryta gontami. Dziś w budynku znajduje się biuro Szpitala Rehabilitacyjnego dla Dzieci.
W 1793 roku Kiekrz w wyniku II rozbioru znalazł się pod panowaniem pruskim. Po podpisaniu traktatu o pokoju w Tylży z 1807 roku Napoleon Bonaparte utworzył Księstwo Warszawskie. Kiekrz znalazł się w jego granicach. Klęska Napoleona a następnie postanowienia kongresu wiedeńskiego sprawiły, że miejscowość od 1815 roku znów znalazła się pod panowaniem króla pruskiego jako część Wielkiego Księstwa Poznańskiego, gdzie była do lat pięćdziesiątych XIX wieku.
Dalszymi właścicielami aż do odzyskania niepodległości byli Niemcy. Stał się on własnością niemiecką dzięki działalności Niemieckiej Komisji Kolonizacyjnej.
Ostatnim niemieckim właścicielem majątku i pałacu w Kiekrzu był K. Iffland, który po Powstaniu Wielkopolskim wyjechał a dobra te w 1921 roku oddał Polakom. Na krótko właścicielem został gen. Aleksander Boruszczak. Odkupił on tzw. resztówkę czyli park – zachowany w dobrym stanie - z placem, zabudowaniami oraz sadem. Można więc z dużym prawdopodobieństwem przypuszczać, że park kierski, będący dziś częścią posiadłości Szpitala Rehabilitacyjnego dla Dzieci swój obecny wygląd zawdzięcza właścicielom niemieckim. Następcą gen. A. Bruszczaka został dr Zygmunt Kamiński.
Ostatnim prywatnym właścicielem był Władysław Ciechanowski. Rodzina Ciechanowskich ufundowała w tym okazałym parku przy specjalnej alei kapliczkę ku czci Matki Bożej. Na cokole zamieszczono pamiątkową tablicę oraz figurę Niepokalanej. W 1928 roku rodzina Ciechanowskich sprzedała pałac z całym otoczeniem Kasie Chorych miasta Poznania. Miasto przebudowało dworek w latach 1928 – 1931, dobudowano do niego min. skrzydła. Od tego czasu organizowano tu kolonie letnie dla dzieci. Od 1931 roku tę formę wypoczynku przekształcono na „kolonię leczniczo-szkolną”, czynną przez cały rok. Turnusy trwały trzy miesiące i przeznaczone były dla dzieci niedożywionych i zagrożonych gruźlicą. Podczas jednorazowego turnusu przebywało tu około 100 małych pacjentów.
W 1934 roku cały obiekt wraz z parkiem stał się własnością Zakładu Ubezpieczeń Społecznych. Utworzono wówczas Prewentorium Przeciwgruźlicze dla Dzieci, które funkcjonowało do wybuchu II wojny światowej.
W przeddzień agresji niemieckiej Prewentorium Przeciwgruźlicze dla Dzieci zostało zaadaptowane na szpital wojenny. Wojsko Polskie nie zdążyło z niego skorzystać, gdyż oddziały niemieckie wkroczyły do Kiekrza bez walki w pierwszych dniach września.
W czasach okupacji Kiekrz (leżący w Wielkopolsce) został wcielony do Rzeszy. „Kraj Warty” miał zostać zgermanizowany w ciągu 10 lat. Niemcy już jesienią 1939 roku rozpoczęli dewastację symboli religijnych. Z biegiem lat znikały kapliczki, figury i krzyże. Los ten spotkał również położoną w parku kapliczkę Niepokalanej. Prewentorium dostało się w ręce Landesversicherungsanstalt (Krajowy Zakład Ubezpieczeń), która przekazała go NSDAP. Początkowo znajdowała się tu siedziba Hitlerjugend. Przebywało w niej około 190 młodych Niemców od 14. do 18. roku życia. W 1943 roku obiekt przekształcono na Zakład Gruźlicy Kostno-Stawowej dla niemieckich dzieci. Stan taki utrzymał się aż do końca wojny.
Armia Czerwona wkroczyła do Kiekrza na przełomie stycznia i lutego 1945 roku. Dowódca oddziału radzieckiego stacjonował przez krótki czas w dotychczasowym Zakładzie Gruźlicy. W lutym 1945 roku Miejski Komitet Opieki Społecznej w Poznaniu przemianował przedwojenne prewentorium na sierociniec. Przebywała w nim około 40 polskich dzieci, które podczas wojny zagubiły swoich rodziców.
Z dniem 1 stycznia 1950 roku decyzją Ministerstwa Zdrowia utworzono Państwowe Sanatorium Przeciwgruźlicze w Kiekrzu, które mogło przyjąć 150 pacjentów. Funkcjonowały wówczas cztery oddziały w tym jeden kwarantannowy. Placówka w tym charakterze funkcjonowała do 1967 roku. W latach 1952–1961 dyrektorem ośrodka był dr med. Stanisław Bieniek. Rozbudowano wówczas obiekt. Podwyższono o piętro mansardową część sanatorium (część najstarszą z 1909 roku), a dwa boczne pawilony połączono z częścią główną. W 1961 roku nowym dyrektorem została dr med. Lucyna Łuczak. Powstały wówczas przyzakładowe warsztaty stolarskie, odbudowano magazyny i chlewnię, a w 1963 roku wykonano ogrodzenie z betonowych płyt.
W latach 1964 – 1966 przeprowadzono renowację parku, wykonano także oświetlenie parkowe. Sanatorium posiadało nieduże gospodarstwo rolne - hodowano trzodę chlewną na potrzeby żywieniowe pacjentów i personelu. Niedługo potem wybudowano mieszkania dla pracowników sanatorium.
W kwietniu 1967 roku w związku ze zmniejszeniem ilości zachorowań na gruźlicę i gwałtownym rozwojem rehabilitacji ośrodek przekształcono w Sanatorium Rehabilitacyjne dla Dzieci w Kiekrzu, w którym rozpoczęto rehabilitację schorzeń narządu ruchu. Jego dyrektorem został dr. med. Konstanty Piechocki.
Powierzchnia parku łącznie z zabudowaniami według ewidencji gruntów znajduje się na dwóch działkach o numerach 437 i 417. Pierwsza liczy 5,73 ha a druga 0,24 ha, co łącznie daje obszar o wielkości 5,97 ha. Historia pierwszej działki została przedstawiona powyżej. Mniejsza działka oznaczona jest na mapie ewidencyjnej jako cmentarz. Działka ta została wydzielona w grudniu 1907 roku. Od marca 1908 roku właścicielem działki była ewangelicka gmina kościelna z Rokietnicy. Ostatni zapis informuje, że w kwietniu 1968 roku działka została przejęta przez Skarb Państwa. Nie wiadomo czy w czasie tworzenia tej działki park istniał w obecnych granicach. Jest to jednak bardzo prawdopodobne. Przemawiać za tym może prosta granica parku na stosunkowo długim odcinku. Od drogi z Kiekrza do Rokietnicy prowadzi do tej części parku aleja lipowa, na wprost której znajduje się nie używana brama wjazdowa (brama awaryjna). Najprawdopodobniej na działce tej znajdował się kiedyś cmentarz.
Park krajobrazowy – z rozległą polaną w części środkowej na stoku, na której rosną pojedyncze stare drzewa – został odnowiony około 1900 roku. Świadczy o tym starodrzew, którego wiek szacuje się obecnie na 90 – 100 lat. Prawdopodobnie park istniał także w części starego dworku i zabudowań gospodarczych w II poł. XIX wieku. Pozostały po nim do dziś pojedyncze drzewa. W parku są też drzewa młodsze, pochodzące z nasadzeń w latach 1963 – 1967 oraz samosiewów.
1 stycznia 1987 r. przyłączono do Poznania część wsi Kiekrz o powierzchni 222,74 ha i część wsi Wielkie o powierzchni 300,05 ha z gminy Rokietnica. Pozostała część wsi pozostaje w granicach gminy Rokietnica i stanowi samodzielne sołectwo. W kwietniu 1987 odbyło się w Kiekrzu ogólnopolskie seminarium z okazji 35-lecia państwowego notariatu. Było to pierwsze tego rodzaju spotkanie od 1952, kiedy to powstały Państwowe Biura Notarialne. W spotkaniu udział wziął minister Lech Domeracki.
W latach 1987–1990 r. Kiekrz należał do dzielnicy Jeżyce.
W 1992 r. utworzono jednostkę pomocniczą miasta Osiedle Poznań-Kiekrz. W 2010 r. przeprowadzono w Poznaniu tzw. reformę funkcjonalną jednostek pomocniczych i 1 stycznia 2011 r. zmieniono granice Osiedla Kiekrz.

## Kościół parafialny
W centrum dawnej wsi znajduje się kościół pw. św. Michała Archanioła i Wniebowzięcia Najświętszej Maryi Panny, którego proboszczem jest ks. Marian Antoniewicz.

## Komunikacja miejska

### Kolej
Na terenie osiedla znajduje się stacja kolejowa Kiekrz, w ciągu linii nr 351 łączącej Poznań ze Szczecinem

### Autobusy
Przez Kiekrz przebiegają linie autobusowe na zlecenie ZTM:
| Numer | Rodzaj linii | Trasa                                           | Przewoźnik             | Uwagi |
| ----- | ------------ | ----------------------------------------------- | ---------------------- | --- |
| 186   | dzienna      | Kiekrz ↔ Ogrody                                 | MPK Poznań             | Linia kursuje przez Krzyżowniki-Smochowice.                                                                                 |
| 219   | nocna        | Poznań Główny ↔ Wichrowa                        | Rokbus Rokietnica      | • wybrane kursy do pętli Kiekrz • wybrane kursy w weekendy do pętli Starzyny/Rynkowa                                        |
| 821   | podmiejska   | Ogrody ↔ Tarnowo Podgórne/Centrum               | TPBUS Tarnowo Podgórne | wybrane kursy do pętli Lusówko/Kościół oraz Lusówko/Os. Rozalin                                                             |
| 833   | podmiejska   | Ogrody ↔ Starzyny/Rynkowa                       | Rokbus Rokietnica      | wybrane kursy do przystanku Kiekrz                                                                                          |
| 834   | podmiejska   | Ogrody ↔ Żydowo/Pętla                           | Rokbus Rokietnica      | • wybrane kursy do przystanku Kiekrz • wybrane kursy do przystanku Krzyszkowo/Pętla • wybrane kursy do pętli Przecław/Pętla |
| 835   | podmiejska   | Ogrody ↔ Kiekrz (Rokietnica/Węzeł Przesiadkowy) | Rokbus Rokietnica      | wybrane kursy do pętli Rokietnica/Węzeł Przesiadkowy                                                                        |
| 836   | podmiejska   | Ogrody ↔ Kobylniki/Tarnowska                    | Rokbus Rokietnica      | |
| 837   | podmiejska   | Ogrody ↔ Pawłowice/Pętla                        | Rokbus Rokietnica      | |